# Ricardo Rimini
Ricardo Rimini di Cave (ur. 28 stycznia 1908 w Rzymie, zm. w 1972) – urugwajski szermierz. Uczestnik Igrzysk Olimpijskich w 1952 w Helsinkach. Na igrzyskach uczestniczył w turnieju indywidualnym florecistów i przegrał w pierwszej rundzie. W dorobku ma srebrny medal zdobyty w konkurencji drużynowej szablistów (wraz z Teodoro Goliardim, Juanem Paladino oraz José Lardizábalem) podczas igrzysk panamerykańskich w 1955